# Povoação
Povoação ([puvuɐˈsɐ̃w] ) ist eine Kleinstadt (Vila) und ein Kreis (Concelho)  auf der Insel São Miguel (Azoren). Am 19. April 2021 hatte die Stadt 1877 Einwohner auf einer Fläche von 26,2 km².

## Geschichte
Nach einer ersten Landung 1427 begann in Povoação (port. für Ortschaft) ab 1432 die Besiedlung der Insel. Nachdem im weiteren Verlaufe weitere Ortschaften entstanden waren, gehörte Povoação zum Kreis Vila Franca do Campo. Nachdem es später zum Kreis Nordeste gehört hatte, wurde es 1839 Sitz eines eigenständigen Kreises.

## Kultur und Sehenswürdigkeiten
Der bedeutende botanische Terra-Nostra-Park und die Thermalbäder der Estação Termal das Furnas in der Gemeinde Furnas liegen im Kreis. Mit dem Furnas-See befindet sich der zweitgrößte See der Azoren im Kreisgebiet.
Zu den Baudenkmälern im Kreis zählen der Terra-Nostra-Park mit dem Thermalbad, verschiedene öffentliche Gebäude und eine Reihe Sakralbauten. Auch das Herrenhaus Casa das Murtas mit seiner Parkanlage zählt dazu. Zudem steht der historische Ortskern von Povoação als Ganzes unter Denkmalschutz.
Der Kreis verfügt über verschiedene Museen, unter anderem das Museu do Trigo und dem Núcleo Museológico da Ribeira Quente. Mit dem Parque Zoológico da Vila da Povoação ist hier auch ein Zoo zu besuchen.

## Verwaltung

### Kreis
Povoação ist Sitz eines gleichnamigen Kreises (Concelho). Die Nachbarkreise sind:
| Ribeira Grande       | Nordeste                                    |                    |
| Vila Franca do Campo | Kompassrose, die auf Nachbargemeinden zeigt | Atlantischer Ozean |
|                      | Atlantischer Ozean                          |                    |

Die folgenden sechs Gemeinden gehören zum Kreis Povoação:

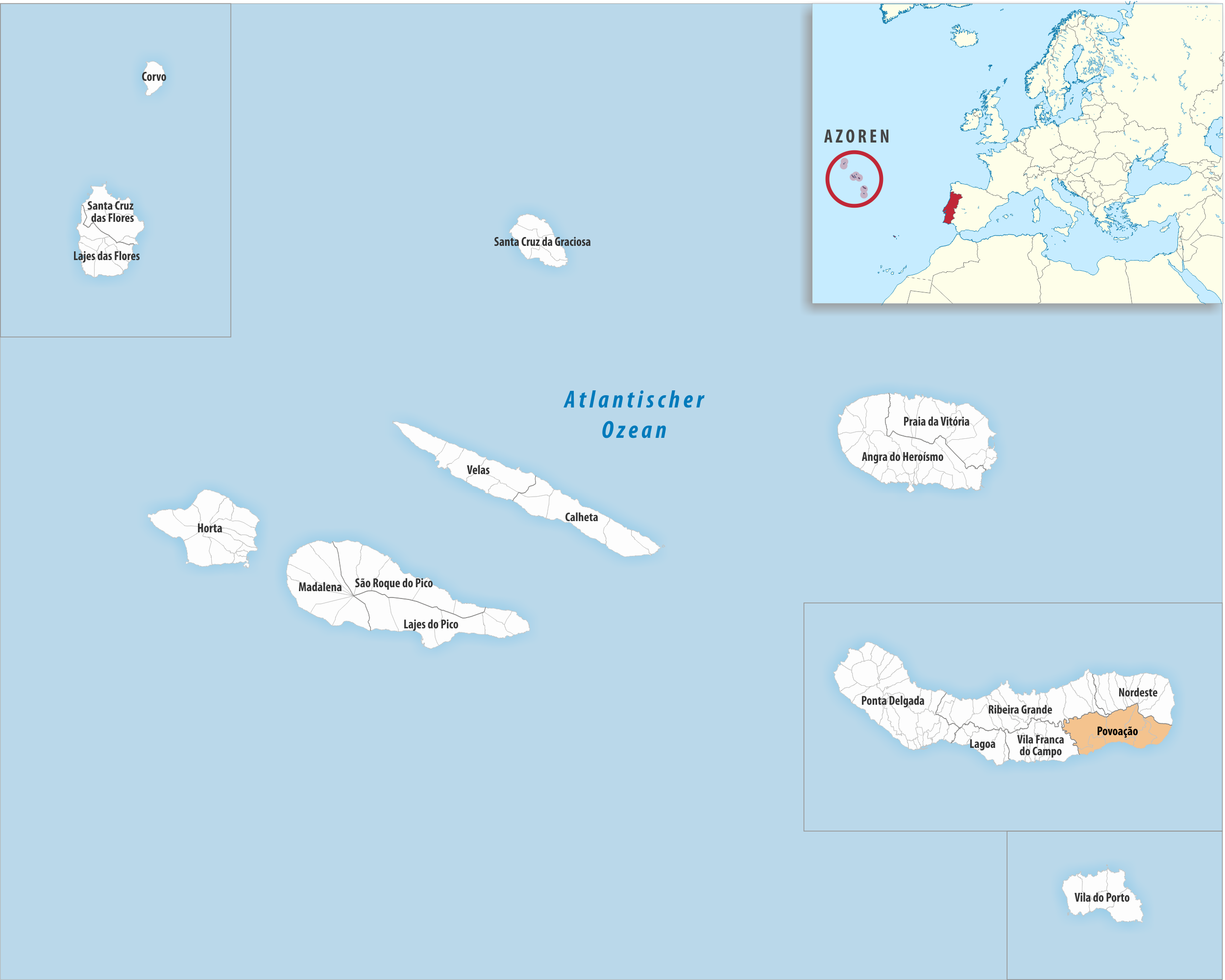
Kreis Povoação

| Gemeinde                   | Einwohner (2021) | Fläche km² | Dichte Einw./km² | LAU- Code |
| -------------------------- | ---------------- | ---------- | ---------------- | --------- |
| Água Retorta               | 429              | 12,55      | 34               | 420401    |
| Faial da Terra             | 342              | 11,38      | 30               | 420402    |
| Furnas                     | 1.399            | 34,43      | 41               | 420403    |
| Nossa Senhora dos Remédios | 1.062            | 12,78      | 83               | 420404    |
| Povoação                   | 1.877            | 26,23      | 72               | 420405    |
| Ribeira Quente             | 682              | 9,04       | 75               | 420406    |
| Kreis Povoação             | 5.791            | 106,41     | 54               | 4204      |

### Bevölkerungsentwicklung
| Einwohnerzahl im Kreis Povoação (1849–2011) |        |        |        |        |       |       |       |       |
| Jahr                                        | 1849   | 1900   | 1930   | 1960   | 1981  | 1991  | 2001  | 2011  |
| Einwohner                                   | 10.558 | 11.087 | 12.318 | 15.064 | 8.458 | 7.323 | 6.726 | 6.327 |

### Kommunaler Feiertag
- 3. Juli

### Städtepartnerschaften
- Portugal: São Miguel
- Vereinigte Staaten: Dartmouth (Massachusetts)
- Vereinigte Staaten: Fall River (Massachusetts)[7]

## Bildung
In Povoação gibt es eine Primarschule, eine Realschule, und ein Gymnasium.